# اشتفان هنزه
اشتفان هنزه (آلمانی: Stefan Henze؛ ۳ مه ۱۹۸۱ – ۱۵ اوت ۲۰۱۶) یک قایقران اهل آلمان بود.
از افتخارات وی میتوان به کسب مدال نقره کانو دونفره در بازی‌های المپیک تابستانی ۲۰۰۴ اشاره کرد. وی در سال ۲۰۱۶ در حالی که به عنوان مربی تیم قایقرانی کشور آلمان در بازی‌های المپیک تابستانی ۲۰۱۶ حضور در داشت در ۱۲ اوت به علت تصادف پس از بازگشت از تمرین در شهر ریو دو ژانیرو به شدت مصدوم و پس از سه روز در ۱۵ اوت ۲۰۱۶ درگذشت.